# 米亚西诺
米亚西诺（義大利語：Miasino），是意大利诺瓦拉省的一个市镇。总面积5平方公里，人口902人，人口密度180.4人/平方公里（2009年）。ISTAT代码为003098。